# Chrysomela invicta
Chrysomela invicta är en skalbaggsart som beskrevs av Brown 1956. Chrysomela invicta ingår i släktet Chrysomela och familjen bladbaggar. Inga underarter finns listade i Catalogue of Life.